# Nordfrisiska
Nordfrisiska är den norra grenen av den frisiska språkfamiljen. Nordfrisiskan talas numera av endast omkring 10.000 personer vid kusten och på öarna Sylt, Föhr och Amrum i det nordtyska distriktet Nordfriesland och på ön Helgoland i förbundslandet Schleswig-Holstein.
De två andra grenarna är västfrisiska som talas i Nederländerna och östfrisiska (saterfrisiska) som talas av ett fåtal personer i Saterlands kommun i det tyska förbundslandet Niedersachsen. 
Nordfrisiskan delas in i två språkgrupper som kan delas in i sammanlagt nio-tio dialekter, vilka delvis är mycket olika. Språket talas numera främst i de norra delarna av ön Amrum och på västra delen av ön Föhr. På grund av uppdelningen i olika dialekter finns till exempel ingen gemensam beteckning på det nordfrisiska språket (friisk, freesk, frasch, fräisch eller freesch). 
Önordfrisiska (Inselnordfriesisch):
- Sylter Friesisch (Sölring), tals på ön Sylt
- Föhr-Amrumer Friesisch (Fering-Öömrang) talas på öarna Föhr och Amrum
- Helgoländer Friesisch (Halunder) talas på ön Helgoland

Fastlandsnordfrisiska eller kustnordfrisiska (Festlandnordfriesisch):
- Wiedingharder Friesisch
- Bökingharder Friesisch (Mooring)
- Karrharder Friesisch
- Nordergoesharder Friesisch
- Mittelgoesharder Friesisch
- Südergoesharder Friesisch (utdöd sedan 1981)
- Halligfriesisch (Halifresk)

Nordfrisiskan är numera ett officiellt minoritetsspråk i Schleswig-Holstein och skyddas genom Europarådets stadga om landsdels- eller minoritetsspråk. År 2004 beslutade lantdagen i Schleswig-Holstein om en lag för att främja det frisiska språket. I lagen regleras bland annat hur nordfrisiskan används av myndigheter i Nordfriesland och på Helgoland.